# Hailé Mariàm Desalegn
Hailé Mariàm Desalegn (Boloso Sore, 19 luglio 1965) è un politico etiope, Primo ministro dell'Etiopia dal 2012 al 2018.

## Biografia
In precedenza già Vice Primo Ministro e Ministro degli Affari Esteri dal 2010 al 2012, è diventato Primo Ministro - dapprima come facente funzioni - a seguito dell'improvvisa morte nell'agosto 2012 di Meles Zenawi, in carica per 20 anni. Fu prima eletto leader del EPRDF, il partito al potere, il 15 settembre 2012. Hailé Mariam ha proseguito la politica del predecessore di alleato dell'Occidente facendo dell'Etiopia un bastione di stabilità, abitato da oltre 100 milioni di persone.
Tuttavia, nel 2016 scoppiano le proteste: l'etnia oromo, la più diffusa, scende in piazza, scatenando la repressione del Governo che provoca oltre 300 morti. Nel febbraio 2018, al riesplodere di tumulti di piazza e rivolte di massa nel Paese, Desalegn si dimette improvvisamente. È un segnale che l'etnia tigrina al potere esce indebolita. Viene dichiarato lo stato d'emergenza.